# بورس تایپه
بورس تایپه (انگلیسی: Taipei Exchange) بازار بورس اوراق بهادار تایوان است، که در سال ۱۹۹۴ تأسیس شد.